# ニコライ・ブロック＝マドセン
ニコライ・ブロック＝マドセン（Nicolai Brock-Madsen、1993年1月9日 - ）は、デンマーク・ラナース出身の元プロサッカー選手。現役時代のポジションは、フォワード。

## 経歴

### クラブ
ラナースFCのアカデミーで育成され、2010年にプロデビュー。2012–13シーズンはロニー・シュワルツと共にユニットを形成し、デンマーク・スーペルリーガ3位フィニッシュとデンマーク・カップ準優勝に貢献した。
2015年8月、チャンピオンシップのバーミンガム・シティFCに移籍。移籍金はBBCによると50万ポンドで、活躍次第で100万ポンドまで上がる。しかし思うように出番を得られず、オリンピックに向けて出場機会の確保のため移籍ウインドー最終日にPECズヴォレにレンタル移籍。2018年1月、KSクラコヴィアにレンタル移籍。2018年8月、セント・ミレンFCにレンタル移籍。
2019年1月21日、ACホーセンスに移籍。
2021年、ラナースに2年契約で復帰。2023年1月31日、FCフレゼリシアにレンタル移籍。
2024年2月6日、現役引退を表明した。

### 代表
各年代でデンマーク代表に選出されており、2016年にはリオ・オリンピックに代表の一員として参加した。

## 代表歴
- デンマークU-18
- デンマークU-19
- デンマークU-20
- デンマークU-21
  - UEFA U-21欧州選手権2015
- デンマークU-23
  - 2016年リオデジャネイロオリンピック